# Хижняк Олексій Леонідович
Олексі́й Леоні́дович Хижня́к (1988—2022) — капітан Збройних сил України, учасник російсько-української війни.

## З життєпису
У вересні 2022 року група капітана Олексія Хижняка захопила ворожий блокпост і зупинила колону противника, знищила техніку та особовий склад. Під час бою О. Хижняк зазнав смертельних поранень.

## Нагороди
- Звання Герой України з удостоєнням ордена «Золота Зірка» (8 липня 2023, посмертно) — за особисту мужність і героїзм, виявлені у захисті державного суверенітету та територіальної цілісності України, самовіддане служіння Українському народові[2]
- Орден Богдана Хмельницького III ст. (17 листопада 2022, посмертно) — за особисту мужність і самовіддані дії, виявлені у захисті державного суверенітету та територіальної цілісності України, вірність військовій присязі[3]
- Орден «За мужність» III ст. (9 квітня 2015) — за особисту мужність і високий професіоналізм, виявлені у захисті державного суверенітету та територіальної цілісності України, вірність військовій присязі[4]